# LNB Pro A
De Betclic Elite is het hoogste niveau van de Franse basketbalcompetitie. Tot 1993 werd dit de National 1 genoemd, van 1993 tot 2018 Pro A, van 1 maart 2018 tot 2021 Jeep Elite en sinds het seizoen 2021-2022 Betclic Elite. Het is een jaarlijkse competitie waarin de - wisselend door de tijd - zestien tot achttien beste professionele basketbalclubs van Frankrijk het tegen elkaar opnemen. De eerste titel van kampioen van Frankrijk werd uitgereikt in 1921. Sinds 1987 organiseert de Ligue nationale de basket-ball (LNB) de competitie. De recordkampioen is ASVEL Lyon-Villeurbanne met 21 landstitels.

## Geschiedenis

### Dominantie van Mulhouse en de pioniers (1921-1948)
In 1921 werd de eerste editie van het kampioenschap gewonnen door Stade français. Maar het team dat het meest opviel was Foyer Alsacien Mulhouse. Deze ploeg met in de gelederen een van de eerste grote spelers van het Franse kampioenschap, Robert Busnel in 1930 en André Tondeur, behaalde een trebel tussen 1924 en 1926 en een quadrupel tussen 1928 en 1931, een primeur in de geschiedenis van het Franse basketbal. De club betwistte een finale in 1934 maar ging failliet in 1949.
Tussen 1932 en 1948 domineerden verschillende teams om beurten het kampioenschap, waaronder CAUFA Reims, met Étienne Onimus in de gelederen, die het kampioenschap won in 1932 en 1933. Olympique lillois bereikte drie opeenvolgende jaren de finale en won de titel in 1934. US Métro betwistte zeven finales (tweemaal winst) tussen 1936 en 1944. CA Mulhouse, rivalen van Foyer Alsacien Mulhouse, won in 1935 en 1937. SCPO Paris viel op met twee titels in 1936 en 1938. FC Grenoble won twee titels in 1943 en 1944 voordat het meteen verdween. Championnet Sports, dat Henri Lesmayoux zag passeren, ESSMG Lyon en UA Marseille betwistten twee opeenvolgende finales en wonnen elk een titel.

### Dominantie van Villeurbanne, de opkomst van Tours en daarna Le Mans (1948-1982)
De eerste dominante naoorlogse club was ASVEL Lyon-Villeurbanne, waar André Buffière speelde. De club werd opgericht in 1948 en won zijn eerste nationale titel in 1949, gevolgd door nog twee titels in 1950 en 1952 en een drievoudige titel van 1955 tot 1957. De club uit Villeurbanne heeft een aantal van de beste spelers ter wereld zien doorstromen, waaronder François Nemeth, Henri Rey, Raymond Sahy en Gérard Sturla.
Naarmate ASVEL vorderde, vielen een aantal teams op. Racing Club de France, met internationals Roger Antoine en Jacques Freimuller, won drie titels in 1951, 1953 en 1954. Étoile de Charleville-Mézières en Jean-Paul Beugnot wonnen in 1958 en 1960. Chorale Roanne Basket de rivalen van ASVEL wonnen de titel in 1959 met hun steunpilaar André Vacheresse. Alsace de Bagnolet (met Jean-Marie Jouaret) won back-to-back titels in 1961 en 1962. Paris UC, waar Roger Antoine speelt, bereikte twee jaar achter elkaar de finale en won de titel in 1963.
ASVEL keerde terug in de schijnwerpers en won acht titels tussen 1964 en 1977 met spelers als point guard Alain Gilles, Henri Grange, Gérard Lespinasse, Michel Le Ray, Bernard Magnin en Bob Purkisher. In 1965 won het nieuw gepromoveerde AS Denain-Voltaire, met Jean Degros en Jean-Pierre Staelens in de gelederen, de titel. Het team van AS Berck, met de talenten van Pierre Galle en Yves-Marie Vérove, wist zich te onderscheiden met twee titels in 1973 en 1974. ASVEL, met Philip Szanyiel, won nog een titel in 1981 voor een lange periode van inactiviteit.
ASPO Tours won in 1976 en 1980 na tweede te zijn geworden in 1975. De club uit Tours, gecoacht door de Pierre Dao en met sterspeler LC Bowen en een aantal Franse internationals zoals Jacques Cachemire en Georges Vestris, werd een bolwerk van het Franse basketbal. Maar het momentum werd gebroken door een financieel geschil tussen de amateur- en professionele afdelingen.
Le Mans Sarthe Basket kwam op de voorgrond en won de titel in 1978, 1979 en 1982 en werd tweede in 1980 en 1981. Onder leiding van spelers als Floyd Allen, Éric Beugnot, Hervé Dubuisson, Claude Gasnal, Jacky Lamothe en Claude Peter was de club uit Sarthe een belangrijke speler aan het einde van de jaren 1970 en het begin van de jaren 1980.

### De tweestrijd tussen Limoges en Pau-Orthez, de emulatie van Antibes (1982-2000)
Limoges CSP, geleid door spelers als Apollo Faye, de explosieve vleugelspeler Ed Murphy en Jean-Michel Sénégal, werd een van de toonaangevende clubs in de competitie. Ze wonnen een hattrick van titels van 1983 tot 1985 en daarna een tweede (1988 tot 1990) met een uitzonderlijk team met Michael Brooks, Don Collins, Richard Dacoury (de voorloper van de slam dunk in Frankrijk) en Stéphane Ostrowski. Vernieuwend in hun snelle, razendsnelle aanvalsstijl, overtreffen de CSP vaak de grens van 100 punten in een wedstrijd en geven ze elke keer weer een show. Het succes van de club was ook gebaseerd op de ontwikkeling van het wervingsbeleid (Gregor Beugnot, Jim Bilba, Ken Dancy, Mike Davis, Marc M'Bahia, Glenn Mosley, etc.). De ondertekening in 1985 van de eerste NBA All-Star in de geschiedenis van de Franse competitie, Billy Knight, bevestigde de strategie van de club om toptalent aan te trekken. Het team won tussen 1987 en 1994 acht opeenvolgende finales, waarvan vijf keer.
Élan béarnais Pau-Orthez wordt ook een van de toonaangevende clubs in de competitie dankzij de ongekende rivaliteit met Limoges CSP. Onder leiding van Howard Carter, Benkali Kaba en Tom Scheffler, wonnen de Béarnais, die ook steunden op hun trainingscentrum (Mathieu Bisséni, Freddy Hufnagel, enz.), back-to-back titels in 1986 en 1987 en werden ze een serieuze mededinger voor Limoges. De club uit Béarn, met spelers als Jean-Luc Deganis, Frédéric Domon, Valéry Demory, Skeeter Jackson en Mike Jones, werd tweede in 1989 en won zijn derde titel in 1992.
Uit deze rivaliteit tussen Limoges en Pau-Orthez ontstond de Classico, een fenomeen dat twee decennia lang passie zou losmaken. De twee clubs streden meer dan tien jaar lang om de titel en troffen elkaar tussen 1987 en 1998 vijf keer in de finale. De confrontaties werden uitgespeeld in een elektrische sfeer, met een paar schermutselingen tussen spelers, zoals de finale van 1987 tussen Paul Henderson en Clarence Kea, of de halve finale van 1994 tussen Franck Butter en Marcus Webb, om nog maar te zwijgen van de botsingen in de pers tussen de twee managers, Xavier Popelier en Pierre Seillant. Maar bovenal zullen we ons de opeenstapeling van uitzonderlijke spelers herinneren, waaronder Frédéric Forte, Gheorghe Mureșan (met 2,31 meter is hij de langste speler in de geschiedenis van het Franse kampioenschap), Antoine Rigaudeau, Moustapha Sonko, Michael Young en Jurij Zdovc, evenals een aantal geweldige spelers als Claude Bergeaud, George Fisher, Michel Gomez, Božidar Maljković en Jacques Monclar.
Olympique d'Antibes liet zich ook gelden in de jaren 90, met vier finales in zes jaar, waaronder twee titels in 1991 en 1995, dankzij spelers als Laurent Foirest, Hugues Occansey, Micheal Ray Richardson, Willie Redden, David Rivers en Billy Williams. De ploeg aan de Côte d'Azur, gecoacht door Jacques Monclar, ontpopte zich tot het belangrijkste team dat in staat was om een van de twee competitieleiders omver te werpen tot 1996. Limoges won nog twee titels in 1993 en 1994. EB Pau-Orthez, geleid door de broers Didier Gadou en Thierry Gadou en Frédéric Fauthoux, werd het dominante team in de competitie tussen 1996 en 1999 en won nog drie titels. Paris Basket Racing, met Laurent Sciarra, JR Reid en Stéphane Risacher, won verrassend de titel in 1997.
ASVEL probeerde te overleven en bereikte vier keer de finale (tussen 1996 en 2000), maar slaagde er niet in om te winnen ondanks de bijdrage van spelers als Georgy Adams, Alain Digbeu, Darren Henrie, Marlon Maxey en Crawford Palmer. Coach Gregor Beugnot, die de spelverdeler Delaney Rudd onder zijn hoede had, maakte van ASVEL een serieuze titelkandidaat aan het eind van de jaren 90. Limoges CSP won de titel opnieuw in 2000 met mensen als Yann Bonato, Marcus Brown, Frédéric Weis en Harper Williams. Deze voorspoed heeft een aantal clubs aangemoedigd om hun infrastructuur verder te ontwikkelen. De kwaliteit van het spel, dat constant in ontwikkeling was, verhoogde het niveau van een kampioenschap dat zeer competitief was geworden.

### De overgangsperiode (2000-2018)
In 2001, met de administratieve degradatie van Limoges CSP naar Pro B als gevolg van een financiële crisis, ontstond er een nieuwe rivaliteit tussen ASVEL en Pau-Orthez, die tot 2003 streden om de titel. Pau-Orthez profiteerde van deze situatie en won drie nieuwe titels in 2001, 2003 en 2004 met de sterren Boris Diaw, Roger Esteller, Florent Piétrus en Mickaël Piétrus. ASVEL, gecoacht door Bogdan Tanjević die een nieuw team samenstelde rond Kyle Hill, Nikola Radulović en Nikola Vujčić, won een titel in 2002. De financiële en sportieve ineenstorting van Limoges CSP en het inzakken van EB Pau-Orthez en ASVEL maakten het Franse kampioenschap minder aantrekkelijk, maar onthulden ook nieuwe clubs.
In 2005 inspireerde de eerste competitietitel van SIG Strasbourg andere clubs die lange tijd in de schaduw van de gebruikelijke grote namen hadden gestaan. Le Mans, gecoacht door Vincent Collet, won de titel opnieuw in 2006, 24 jaar na de laatste triomf. SLUC Nancy kwam naar voren als het nieuwe opkomende team en nam deel aan vijf finales tussen 2005 en 2011, waarbij het twee keer won in 2008 en 2011. SLUC was een van de belangrijkste spelers in het kampioenschap tot 2015. In tien jaar tijd zag de club uit Nancy prestigieuze spelers opstaan zoals Tremmell Darden, Randal Falker, Ricardo Greer, Cyril Julian, Tariq Kirksay en Florent Piétrus, maar ook gerenommeerde coaches zoals Jean-Luc Monschau en Alain Weisz.
Chorale de Roanne en Dewarick Spencer speelden in twee opeenvolgende finales en wonnen de titel in 2007. Cholet Basket, onder leiding van Mickaël Gelabale, John Linehan en Samuel Mejia, volgde met een titel in 2010. Ondertussen won ASVEL in 2009 met Laurent Foirest, Amara Sy en Ali Traoré. JSF Nanterre, met het op een na laagste budget in de competitie en gecoacht door Pascal Donnadieu, slaagde erin in 2013. Onder leiding van Nobel Boungou Colo en Adrien Moerman herwon het heropgebouwde Limoges CSP tijdelijk zijn oude prestige met een nieuwe dubbel in 2014 en 2015. ASVEL, in opkomst, won de titel in 2016 met Charles Kahudi, Casper Ware en Darryl Watkins. Élan Chalon, met Cameron Clark, John Roberson en Moustapha Fall, won hun tweede titel in 2017 na die van 2012 met Blake Schilb en Malcolm Delaney.
Strasbourg bereikte de finale van het kampioenschap vijf keer op rij (van 2013 tot 2017), maar verloor elke keer. De inbreng van internationale spelers als David Andersen, Alexis Ajinça, Antoine Diot, Ricardo Greer en Erik Murphy, evenals 2011 NBA-kampioen Rodrigue Beaubois en coach Vincent Collet, stelde de club niet in staat om nog een titel te winnen. Met Justin Cobbs, Chris Lofton en Romeo Travis maakte Le Mans een einde aan deze zeer open periode door in 2018 opnieuw te winnen.

### Een nieuw tijdperk (sinds 2018)
Vanaf 2018 hebben ambitieuze en rijke investeerders geïnvesteerd in Franse clubs. Dit is het geval bij ASVEL, dat wordt geleid door Tony Parker (een voormalige NBA-ster), die meerderheidsaandeelhouder is geworden en ervan droomt om van de club het beste team van Frankrijk te maken. De club heeft een briljant aanwervingsbeleid (Miro Bilan, Moustapha Fall, Thomas Heurtel, Mantas Kalnietis, Adreian Payne, 2012 en 2013 NBA-kampioen Norris Cole, Victor Wembanyama, Guerschon Yabusele, enz.) De club uit Villeurbanne steunt ook op zijn opleiding, met veelbelovende jonge spelers als Livio Jean-Charles, Théo Maledon, Amine Noua en Matthew Strazel. ASVEL, achtereenvolgens gecoacht door Zvezdan Mitrović en Terence Parker, is de onbetwiste leider van de Franse competitie met drie nieuwe titels in 2019, 2021 en 2022.
AS Monaco Basket is de grootste rivaal van ASVEL. Serhi Djadetsjko werd de beschermheer van de club en tekende een groot aantal Amerikaanse spelers die in de NBA of voor Europese topclubs hadden gespeeld, waaronder Dwayne Bacon, Dee Bost, Donta Hall, Mike James en Will Thomas. Monaco tekende ook de Franse internationals Jerry Boutsiele, Paul Lacombe, Billy Yakuba Ouattara en Léo Westermann, evenals twee gerenommeerde coaches, Zvezdan Mitrović en Saša Obradović. De club won de titel in 2023. Door topspelers en coaches aan te trekken, bliezen de twee clubs het kampioenschap nieuw leven in.

## Evolutie van het Frans landskampioenschap

### Amateur en professioneel
Het Franse basketbalkampioenschap werd al voor de Tweede Wereldoorlog betwist, maar door de wildgroei aan bonden waren de prijslijsten moeilijk te lezen. Pas in 1949 werd het moderne kampioenschap geïntroduceerd, hoewel er al sinds 1921 officieel een Franse kampioen was aangewezen. Tussen 1949 en 1956 stond het kampioenschap officieel bekend als de Prix Dubonnet, naar het sterke drankmerk dat de competitie sponsorde. De teams in het kampioenschap waren voornamelijk geconcentreerd in de Parijse regio en omvatten veel patronaten. Aan het einde van de jaren 1960 ontwikkelde de elite zich in andere regio's van Frankrijk, met een toenemend aantal teams uit de provincies. De competitie veranderde vaak van naam en formaat en werd jarenlang op amateurbasis georganiseerd.
De oprichting van het "Commission exécutive de haut-niveau" in 1985 was bedoeld om deze situatie te verhelpen door een structuur op te zetten om de sportieve en commerciële aspecten van het kampioenschap te beheren. Op 27 juni 1987 werd het "Comité des Clubs de Haut Niveau" opgericht, gevolgd door de invoering van een professionele competitie met twee afdelingen van 16 clubs, de Nationale 1A en de Nationale 1B. Een paar jaar later, op 24 november 1990, werd deze organisatie de Ligue nationale de basket-ball (LNB). Voor het seizoen 1992/93 werd de Nationale 1A omgedoopt tot de Nationale A1. Deze naam hield slechts een seizoen stand voordat de huidige namen van de professionele competities, Pro A en Pro B, werden geïntroduceerd voor het seizoen 1993/94. In 2003 werd Pro A drie seizoenen lang uitgebreid van 16 naar 18 clubs, voordat het vanaf het seizoen 2006/07 weer 16 clubs werden en vanaf het seizoen 2014/15 weer 18 clubs. Vanaf het seizoen 2024/25 wordt het kampioenschap weer gespeeld met 16 clubs. Deze hervorming zou een seizoen eerder beginnen, maar de NBL besloot uiteindelijk om de implementatie uit te stellen.

### Puntenverdeling
Van het seizoen 1949/50 tot 1987/88 was een overwinning drie punten waard, een gelijkspel twee punten en een nederlaag één punt. De afschaffing van het gelijkspel in het seizoen 1988/89 leidde tot de introductie van een nieuwe puntenschaal. Een team scoort twee punten voor een overwinning en één punt voor een verlies tijdens het reguliere seizoen. Sinds het seizoen 2013/14 is de ranglijst gebaseerd op het percentage overwinningen.

## Erelijst
- 1920–21: Stade Français
- 1921–22: ICAM Lille
- 1922–23: École Normale Arras
- 1923–24: Foyer alsacien Mulhouse
- 1924–25: Foyer alsacien Mulhouse
- 1925–26: Foyer alsacien Mulhouse
- 1926–27: Stade Français
- 1927–28: Foyer alsacien Mulhouse
- 1928–29: Foyer alsacien Mulhouse
- 1929–30: Foyer alsacien Mulhouse
- 1930–31: Foyer alsacien Mulhouse
- 1931–32: CAUFA Reims
- 1932–33: CAUFA Reims
- 1933–34: Olympique Lillois
- 1934–35: CA Mulhouse
- 1935–36: SCPO Paris
- 1936–37: CA Mulhouse
- 1937–38: SCPO Paris
- 1938–39: US Métro
- 1939–41: Niet gehouden door WO II
- 1941–42: US Métro
- 1942–43: FC Grenoble
- 1943–44: FC Grenoble
- 1944–45: Championnet Sports
- 1945–46: ESSMG Lyon
- 1946–47: Paris Université Club
- 1947–48: UA Marseille
- 1948–49: ASVEL Lyon-Villeurbanne
- 1949–50: ASVEL Lyon-Villeurbanne
- 1950–51: Racing Club de France
- 1951–52: ASVEL Lyon-Villeurbanne
- 1952–53: Racing Club de France
- 1953–54: Racing Club de France
- 1954–55: ASVEL Lyon-Villeurbanne
- 1955–56: ASVEL Lyon-Villeurbanne
- 1956–57: ASVEL Lyon-Villeurbanne
- 1957–58: Étoile Charleville-Mézières
- 1958–59: Chorale Roanne Basket
- 1959–60: Étoile Charleville-Mézières
- 1960–61: Alsace de Bagnolet
- 1961–62: Alsace de Bagnolet
- 1962–63: Paris Université Club
- 1963–64: ASVEL Lyon-Villeurbanne
- 1964–65: Denain Voltaire
- 1965–66: ASVEL Lyon-Villeurbanne
- 1966–67: Alsace de Bagnolet
- 1967–68: ASVEL Lyon-Villeurbanne
- 1968–69: ASVEL Lyon-Villeurbanne
- 1969–70: Olympique d'Antibes
- 1970–71: ASVEL Lyon-Villeurbanne
- 1971–72: ASVEL Lyon-Villeurbanne
- 1972–73: AS Berck
- 1973–74: AS Berck
- 1974–75: ASVEL Lyon-Villeurbanne
- 1975–76: ASPO Tours
- 1976–77: ASVEL Lyon-Villeurbanne
- 1977–78: Le Mans Sarthe Basket
- 1978–79: Le Mans Sarthe Basket
- 1979–80: ASPO Tours
- 1980–81: ASVEL Lyon-Villeurbanne
- 1981–82: Le Mans Sarthe Basket
- 1982–83: Limoges CSP
- 1983–84: Limoges CSP
- 1984–85: Limoges CSP
- 1985–86: Élan Béarnais Pau-Lacq-Orthez
- 1986–87: Élan Béarnais Pau-Lacq-Orthez
- 1987–88: Limoges CSP
- 1988–89: Limoges CSP
- 1989–90: Limoges CSP
- 1990–91: Olympique d'Antibes
- 1991–92: Élan Béarnais Pau-Lacq-Orthez
- 1992–93: Limoges CSP
- 1993–94: Limoges CSP
- 1994–95: Olympique d'Antibes
- 1995–96: Élan Béarnais Pau-Lacq-Orthez
- 1996–97: PSG Racing
- 1997–98: Élan Béarnais Pau-Lacq-Orthez
- 1998–99: Élan Béarnais Pau-Lacq-Orthez
- 1999–00: Limoges CSP
- 2000–01: Élan Béarnais Pau-Lacq-Orthez
- 2001–02: ASVEL Lyon-Villeurbanne
- 2002–03: Élan Béarnais Pau-Lacq-Orthez
- 2003–04: Élan Béarnais Pau-Lacq-Orthez
- 2004–05: SIG Strasbourg
- 2005–06: Le Mans Sarthe Basket
- 2006–07: Chorale Roanne Basket
- 2007–08: SLUC Nancy
- 2008–09: ASVEL Lyon-Villeurbanne
- 2009–10: Cholet Basket
- 2010–11: SLUC Nancy
- 2011–12: Élan Chalon
- 2012–13: JSF Nanterre
- 2013–14: Limoges CSP
- 2014–15: Limoges CSP
- 2015–16: ASVEL Lyon-Villeurbanne
- 2016–17: Élan Chalon
- 2017–18: Le Mans Sarthe
- 2018–19: LDLC ASVEL
- 2019–20: Geen competitie door covid
- 2020–21: ASVEL Lyon-Villeurbanne
- 2021–22: ASVEL Lyon-Villeurbanne
- 2022–23: AS Monaco Basket
- 2023–24: AS Monaco Basket

## Landskampioenen
| Aantal | Club                           | Seizoenen |
| ------ | ------------------------------ | --- |
| 21     | ASVEL Lyon-Villeurbanne        | 1949, 1950, 1952, 1955, 1956, 1957, 1964, 1966, 1968, 1969, 1971, 1972, 1975, 1977, 1981, 2002, 2009, 2016, 2019, 2021, 2022 |
| 11     | Limoges CSP                    | 1983, 1984, 1985, 1988, 1989, 1990, 1993, 1994, 2000, 2014, 2015                                                             |
| 9      | Élan béarnais Pau-Lacq-Orthez  | 1986, 1987, 1992, 1996, 1998, 1999, 2001, 2003, 2004                                                                         |
| 7      | Foyer Alsacien Mulhouse        | 1924, 1925, 1926, 1928, 1929, 1930, 1931                                                                                     |
| 5      | Le Mans Sarthe Basket          | 1978, 1979, 1982, 2006, 2018                                                                                                 |
| 4      | Paris Basket Racing            | 1951, 1953, 1954, 1997 |
| 3      | Alsace de Bagnolet             | 1961, 1962, 1967 |
| 3      | Olympique d'Antibes            | 1970, 1991, 1995 |
| 2      | Stade français                 | 1921, 1927 |
| 2      | CAUFA Reims                    | 1932, 1933 |
| 2      | CA Mulhouse                    | 1935, 1937 |
| 2      | SCPO Paris                     | 1936, 1938 |
| 2      | US Métro                       | 1939, 1942 |
| 2      | FC Grenoble                    | 1943, 1944 |
| 2      | Étoile de Charleville-Mézières | 1958, 1960 |
| 2      | Paris Université Club          | 1947, 1963 |
| 2      | AS Berck                       | 1973, 1974 |
| 2      | ASPO Tours                     | 1976, 1980 |
| 2      | Chorale Roanne Basket          | 1959, 2007 |
| 2      | SLUC Nancy                     | 2008, 2011 |
| 2      | Élan sportif chalonnais        | 2012, 2017 |
| 2      | AS Monaco Basket               | 2023, 2024 |
| 1      | ICAM Lille                     | 1922 |
| 1      | EN Arras                       | 1923 |
| 1      | Olympique Lillois              | 1943 |
| 1      | Championnet Sports             | 1945 |
| 1      | ESSMG Lyon                     | 1946 |
| 1      | UA Marseille                   | 1948 |
| 1      | AS Denain Voltaire             | 1965 |
| 1      | SIG Strasbourg                 | 2005 |
| 1      | Cholet Basket                  | 2010 |
| 1      | JSF Nanterre                   | 2013 |